# Соломяк, Михаил Захарович
Михаил Захарович Соломяк (16 мая 1931 — 31 июля 2016) — советский и израильский математик.
Окончил математико-механический факультет ЛГУ (1953, ученик М. К. Гавурина и Л. В. Канторовича).
В 1953—1963 преподаватель высшей математики в вузах Ленинграда. В 1959 г. защитил кандидатскую диссертацию. С 1964 г. доцент кафедры математической физики, с 1974 профессор кафедры математического анализа ЛГУ. Доктор физико-математических наук (1969), профессор (1971).
С 1991 года жил в Израиле, профессор в Институте им. Вейцмана в Реховоте. В 2009—2012 годах Honorary Distingushed Professor в университете г. Кардифф (Великобритания).
Научные интересы — классические проблемы вычисления спектрально асимптотик интегральных и дифференциальных операторов.
Умер 31 июля 2016.

## Семья
Жена — математик Тамара Соломяк. Сын — Борис Михайлович Соломяк, доктор физико-математических наук, профессор отделения математики Университета имени Бар-Илана.

## Книги и обзорные статьи
- «Количественный анализ в теоремах вложения Соболева и приложения к спектральной теории», Десятая летняя математическая школа (Кацивели/Нальчик, 1972), Ин-т матем. АН УССР, Киев, 1974, 5-189 (совм. с М. Ш. Бирманом), англ. пер.:Quantitative analysis in Sobolev imbedding theorems and applications to spectral theory, Amer. Math. Soc. Transl. Ser. 2, 114, Amer. Math. Soc., Providence, RI, 1980, viii+132 с. (совм. с M. Sh. Birman)
- «Оценки сингулярных чисел интегральных операторов», УМН, 32:1(193) (1977), 17-84 (совм. с М. Ш. Бирманом); англ. пер.: «Estimates of singular numbers of integral operators», Russian Math. Surveys, 32:1 (1977), 15-89 (совм. с M. Sh. Birman)
- «Асимптотика спектра дифференциальных уравнений», Итоги науки и техн. Сер. Матем. анал., 14, ВИНИТИ, М., 1977, 5-58 (совм. с М. Ш. Бирманом); англ. пер.: «Asymptotic behavior of the spectrum of differential equations», J. Soviet Math., 12:3 (1979), 247—283 (совм. с M. Sh. Birman)
- «Применение интерполяционных методов к оценкам спектра интегральных операторов», Теория операторов в функциональных пространствах, Наука, Новосибирск, 1977, 42-70 (совм. с М. Ш. Бирманом)
- Спектральная теория самосопряженных операторов в гильбертовом пространстве, Изд-во Ленингр. ун-та, Л., 1980, 264 с. (совм. с М. Ш. Бирманом); 2-е изд., испр. и доп., Лань, СПб., 2010, 464 с.; англ. пер.: Spectral theory of self-adjoint operators in Hilbert space, Math. Appl. (Soviet Ser.), 5, D. Reidel Publ. Co., Dordrecht, 1987, xv+301 с. (совм. с M. Sh. Birman)
- «L2-теория оператора Максвелла в произвольных областях», УМН, 42:6(258) (1987), 61-76 (совм. с М. Ш. Бирманом); англ. пер.: «L2-theory of the Maxwell operator in arbitrary domains», Russian Math. Surveys,42:6 (1987), 75-96 (совм. с M. Sh. Birman)
- «Спектральная теория дифференциальных операторов», Дифференциальные уравнения с частными производными — 7, Итоги науки и техн. Сер. Соврем. пробл. матем. Фундам. направления, 64, ВИНИТИ, М., 1989, 5-242 (совм. с Г. В. Розенблюмом, М. А. Шубиным); англ. пер.: «Spectral theory of differential operators», Partial differential equations VII, Encyclopaedia Math. Sci., 64, Springer, Berlin, 1994, 1-261 (совм. с G. V. Rozenblyum, M. A. Shubin)
- «Операторное интегрирование, возмущения и коммутаторы», Исследования по линейным операторам и теории функций. 17, Зап. науч. сем. ЛОМИ, 170, Изд-во «Наука», Ленингр. отд., Л., 1989, 34-66 (совм. с М. Ш. Бирманом); англ. пер.: «Operator integration, perturbations, and ommutators», J. Soviet Math., 63:2 (1993), 129—148 (совм. с M. Sh. Birman) crossref
- «Estimates for the number of negative eigenvalues of the Schrödinger operator and its generalizations», Estimates and asymptotics for discrete spectra of integral and differential equations (Leningrad, 1989—1990), Adv. Soviet Math., 7, Amer. Math. Soc., Providence, RI, 1991, 1-55 (with M. Sh. Birman)
- «Schrödinger operator. Estimates for number of bound states as function-theoretical problem», Spectral theory of operators (Novgorod, 1989), Amer. Math. Soc. Transl. Ser. 2, 150, Amer. Math. Soc., Providence, RI, 1992, 1-54 (with M. Sh. Birman)
- «On the eigenvalue behaviour for a class of differential operators on semiaxis», Math. Nachr., 195 (1998), 17-46 (with M. Sh. Birman, A. Laptev)
- «Double operator integrals in a Hilbert space», Integral equations operator theory, 47:2 (2003), 131—168 (with M. Sh. Birman)